# 富寧郡
富寧郡（：／ Puryŏng gun */?）是朝鮮民主主義人民共和國咸鏡北道中北部的一個郡，位於咸鏡山脈深處。最高點是海拔1,754公尺的姑城山。主要河流有輸城川。面積790平方公里，2008年人口48,958人。下分1邑、3勞動者區、5里。
1431年設寧北鎮，是朝鮮世宗設的「六鎮」之一。1449年升格為都護府，改稱富寧。1985年清津市回歸咸鏡北道，復設富寧郡。